# Molybdän(VI)-chlorid
Molybdän(VI)-chlorid ist eine anorganische chemische Verbindung des Molybdäns aus der Gruppe der Chloride.

## Gewinnung und Darstellung
Molybdän(VI)-chlorid kann durch Fluor-Chlor-Austausch mit Bortrichlorid aus Molybdän(VI)-fluorid bei niedrigen Temperaturen hergestellt werden.

## Eigenschaften
Molybdän(VI)-chlorid ist ein thermisch instabiler schwarzer Feststoff. Er zerfällt bei Zimmertemperatur langsam und bei Temperaturen von 100 °C und darüber rasch. Seine Kristallstruktur ähnelt der von β-Wolfram(VI)-chlorid.